# Johan Gustaf Schultz
Johan Gustaf Schultz, född 6 november 1787 i Stockholm, död 20 maj 1874 i Arboga, var en svensk präst, tecknare, konsthantverkare och skulptör.
Han var son till övertullinspektoren Carl Gustaf Schultz och Anna Dandenell. Han var från 1822 gift med Anna Sofia Ulrika Sjölander samt far till Johan Gabriel Schultz och Ernst August Schultz. Han blev student vid Uppsala universitet och prästvigdes 1811 och var från 1827 kyrkoherde i Grythyttan och senare även kontraktsprost. Schultz blev känd som en duktig tillfällighetsdiktare. Han kopierade med talang många äldre mästares verk i olja och målade egna skisser efter naturen i akvarell samt porträtt av kända och bekanta personer. Han arbetade även med glasslipning, bildhuggeriarbeten i sten samt bokbindning. Bland hans porträtt märks en miniatyr av fadern i olja på papper från 1826 men hans största konstnärliga arbete var återgivandet av stadsbilder, gårdar, landskap och bruksanläggningar i Bergslagen med ett hundratal bilder för Wistelse- och Rese-Minnen som utgavs 1808–1855. Schultz skissade först sina bilder i blyerts och ofta flera år senare färdigställde han bilden i en tuschlavering som överdrogs med en passande färgton samt ett klingande citat som ofta var religiöst färgat från någon av de klassiska skalderna. Schultz är representerad vid bland annat Sjöhistoriska museet.